# 영천 죽림사 철조여래좌상
영천 죽림사 철조여래좌상(永川 竹林寺 鐵造如來坐像)은 대한민국 경상북도 영천시 금호읍 봉죽리 67, 죽림사에 있는 불상이다. 2010년 11월 11일 경상북도의 유형문화재 제425호로 지정되었다.

## 지정 사유
이 불상은 높이 133cm의 等身大보다 약간 큰 불상으로 당당하면서도 안정감 있는 자세나 풍만하면서도 탄력있는 가슴, 좌우 발목으로 비스듬히 감기는 옷주름 표현 등에서 고려 전기로 추정되는 불상들과 친연성을 보여준다.
최근 불상재질에 대한 방사선 투과 조사결과, 鐵造佛像임이 판명되었고 불상의 여러 부분에 후대의 보수가 있었음이 확인되었다. 즉 얼굴의 앞면과 목을 크게 수리하고 두 손을 새로 만들었으며 하반신도 보수 시 두껍게 천을 입혔다. 그러나 相好와 상반신, 하반신의 대부분은 조성 당시의 모습을 남기고 있으며, 천을 씌운 하반신의 경우에도 남아있는 본체의 옷주름과 유기적으로 연결되는 부분이 있어 보수도 비교적 원형에 가깝게 이루어진 것으로 판단된다. 이와 함께 고려 전기에 조성된 것으로 추정되는 鐵佛이라는 점에서 문화재적 가치가 인정되므로 有形文化財로 지정한다.

## 같이 보기
- 죽림사

## 참고 자료
- 영천 죽림사 철조여래좌상 - 국가유산청 국가유산포털